# 根岸弘
根岸弘（日语：／ Negishi Hiroshi，1960年7月18日—），日本男性動畫演出家、動畫導演。出身於東京都。株式會社ZERO-G執行董事、株式會社Seber Project代表董事。O型血。

## 來歷
東京設計學院畢業後，進入專門從事作畫上色的動畫工作室「Studio Cockpit」上班，並待過大型動畫公司東映動畫擔任演出助理進行的動畫演出、導演。之後經歷過自由身一段時間，1991年為了協助與animate共同企劃製作《KO世紀三獸士》的OVA系列動畫，而自行就任執行董事成立ZERO·G·ROOM（1996年改名為RADIX，2005年又改名為RADIX ACE ENTERTAINMENT，今已併入Wedge Holdings）。創立ZERO·G·ROOM以來，不只擔任執行董事，同時還以導演的身分參加多部動畫的製作。2007年，辭去RADIX MOBANIMATION的執行董事一職。
2011年6月，新的動畫製作公司「株式會社ZERO-G」成立之後，又再度就任執行董事。
2014年5月，另成立「株式會社AIC Project」（後在2016年5月改名「株式會社Saber Project」），並就任行執行董事。
參加動畫製作以來，大多將本名轉換用平假名或片假名參加。

## 作品列表

### 執導作品

#### 電視動畫
1988年
- 超音戰士Borgman

1990年
- NG騎士檸檬汽水&40（－1991年）

1992年
- 宇宙騎士騎格武士利刃（－1993年）

1995年
- 天地無用！

1996年
- VS騎士檸檬汽水&40炎（總導演）

1997年
- 爆笑吸血鬼'99（－1998年，總導演）

2000年
- 嬰兒菲力貓（日语：ベイビーフィリックス）（－2001年，總導演）

2001年
- 電腦冒險記Web潛水員（－2002年，總導演）

2003年
- 死體兵（日语：ダイバージェンス・イヴ）（總導演[4]）

2004年
- 美崎紀事 ～死體兵～（日语：ダイバージェンス・イヴ）（總導演[5]）

2006年
- 妖逆門（－2007年）

2012年
- 叭噗麻吉（日语：パブー&モジーズ）（總導演[注 1]）

2014年
- 愛·天地無用！

#### 電影動畫
1996年
- 劇場版 天地無用！in LOVE

1999年
- 劇場版 天地無用！in LOVE 2 遙遠的思念

2022年
- 寶石寵物：Attack Travel！（日语：ジュエルペット あたっくとらべる!）

#### OVA
1987年
- 魔境外傳雷帝烏斯（日语：魔境外伝レディウス）

1989年
- 超音戰士Borgman 最後對決

1991年
- 黑暗判官（日语：ジャッジ (漫画)）

1992年
- KO世紀三獸士

1993年
- KO世紀三獸士II
- 妖世紀水滸傳（日语：妖世紀水滸伝）

1994年
- BOUNTY DOG/獵殺月球（日语：BOUNTY DOG/月面のイブ）

1995年
- 影技 -SHADOW SKILL-（－1996年）

1996年
- BURN-UP W
- 爆笑吸血鬼（－1997年）

1999年
- 菜菜子解體診書（－2000年）

#### 網路動畫
2003年
- Vie Durant（日语：Vie Durant）

### 參加作品

#### 電視動畫
1982年
- 機甲艦隊Dairugger XV（－1983年，製作進行）
- The♥南瓜酒（－1984年，製作進行）

1984年
- 超攻速加爾比昂（日语：超攻速ガルビオン）（分鏡、演出）
- 超力機器人 卡拉特（日语：超力ロボ ガラット）（－1985年，演出）

1985年
- 超獸機神斷空我（演出）

1986年
- 機器勇士（－1987年，分鏡、演出）

1989年
- 超時空遊俠（－1990年，分鏡）

2001年
- 頑皮小白貂（－2002年，企畫、監修）

2002年
- 灰羽連盟（ED分鏡&演出）

2004年
- Wind：A Breath of Heart（企畫）

#### 電影動畫
1992年
- 跑吧！美樂斯（導演補）

#### OVA
1986年
- 裝鬼兵M.D.蓋斯特（演出）

1989年
- 強殖裝甲（—1990年，分鏡、演出）

1995
- 機械女神R（—1996年，原作、監修）

2006年
- 乳霜檸檬 New Generation（製作人）

#### 網路動畫
2016年
- 劇場版 寶石寵物 Attack Chance!?（Supervisor）

## 腳註

## 相關項目
- 專科學校東京設計學院（日语：専門学校東京デザイナー学院）
- Studio Cockpit（日语：スタジオコクピット）
- RADIX ACE ENTERTAINMENT
- 日本動畫師列表

## 外部連結
- 根岸弘的X（前Twitter） （日語）
- 株式會社ZERO-G公式官網 （页面存档备份，存于） （日語）